# Décès de Skander Vogt
Le décès de Skander Vogt est une affaire pénitentiaire qui s'est produite au sein du pénitencier de Bochuz dans le canton de Vaud. Un détenu, Skander Vogt, meurt d'asphyxie à la suite de l'incendie volontaire de sa cellule dans la nuit du 10 au 11 mars 2010. Le passé et les antécédents du jeune homme (enfance maltraitée, détenu difficile), le type de condamnation qu'il subissait (internement pour une durée indéterminée, refus des autorités de réaliser de nouvelles expertises malgré près de dix années d'incarcération) ainsi que les circonstances du décès (manquements du personnel lors de l'incendie, rires et propos insultants envers le détenu en train de mourir) choquent l'opinion publique et engendrent un débat sur les questions pénitentiaires et judiciaires. Neuf membres des personnels pénitentiaire et médical vaudois comparaissent devant le tribunal lors du procès. À l'issue du verdict, seul le gardien sous-chef présent sur les lieux est condamné. Il lui est reproché d'avoir suivi les directives de la prison sans faire preuve du discernement nécessaire face au drame en train de se jouer. Une restructuration profonde des conditions d'internement du pénitencier de Bochuz et du Service pénitentiaire vaudois intervient après ce drame.

## Chronologie des faits la nuit du décès
Dans la matinée du 10 mars 2010, Skander Vogt - un détenu âgé de 30 ans - arrive au pénitencier de Bochuz après un passage par l'établissement de Pöschwies (Zürich),. Considéré comme dangereux, il est alors placé dans une cellule d'isolement du quartier d'attente. Il a une première altercation verbale avec les gardiens de l'établissement après que ces derniers lui refusent une radio, en accord avec les directives de l'établissement concernant les détenus à l'isolement.
Dans la soirée du 10 mars 2010, Skander Vogt présente un comportement agité. Aux environs de 00h30 le 11 mars, il demande de nouveau aux gardiens une radio à l'aide de l'interphone,. Essuyant à nouveau un refus, il s'emporte en insultant les surveillants et en menaçant d'incendier son matelas.
A 00h50 le 11 mars, l'incendie débute dans la cellule,,. Skander Vogt a en effet mis sa menace à exécution et a incendié son matelas. Il annonce alors aux gardiens de la centrale du pénitencier l'incendie en cours dans la cellule et son intention de mourir.

« Au revoir et à dans un autre monde »

— Skander Vogt, dernières paroles à ses gardiens le 11 mars 2010 à 00h50
Plusieurs détenus de l'établissement dans des cellules proches rapportent avoir entendu le jeune homme crier qu'il y avait le feu dans sa cellule et que les gardiens ne venaient pas combattre l'incendie et le sortir.
Dans les minutes suivantes, les gardiens constatent l'incendie et interviennent pour l'éteindre,,. Ils ouvrent la première porte blindée de la cellule du jeune homme (il existe une seconde grille entre cette porte et le détenu) pour combattre l'incendie avec une lance à eau. Après l'extinction des flammes aux alentours de 01h05, les gardiens referment la première porte malgré l'important dégagement de fumées dans l'espace réduit de la cellule. Les gardiens activent alors le système de désenfumage du couloir et de la cellule. Toutefois, ce dernier est en panne et ne fonctionne pas.
A 01h22, le sous-chef responsable arrive sur place et décide d'ouvrir la première porte blindée, la grille reste quant à elle fermée,,. A cette heure, Skander Vogt git au sol, inanimé. Constatant que Skander Vogt ne répond pas à leurs appels de l'autre côté de la grille, les deux gardiens présents demandent au sous-chef de pouvoir porter assistance au jeune homme. Le responsable refuse, indiquant qu'il craint une simulation d'un malaise de la part du détenu et que la procédure pour ouvrir la cellule d'un détenu considéré comme dangereux requiert la présence du groupe d'intervention de la gendarmerie vaudoise (le DARD), ceci afin de garantir la sécurité du personnel et de l'établissement en cas de rébellion violente.
Durant les minutes suivantes, le sous-chef suit les différentes procédures en vigueur,. Il alerte la haute cadre des prisons vaudoises de piquet ce soir là, contacte le piquet infirmier du complexe pénitentiaire des établissements de la plain de l'Orbe (dont dépend le pénitencier de Bochuz) et demande à la police l'envoi d'une ambulance et la mobilisation du DARD.
A 01h45, les infirmiers de piquet arrivent sur place, conjointement avec les ambulanciers,. Ils constatent l'état inanimé de Skander Vogt mais remarquent qu'il respire encore. Ils requièrent auprès des gardiens l'ouverture de la seconde grille mais le surveillant sous-chef leur oppose son refus tant que le DARD ne sera pas sur place. Estimant que Skander Vogt se trouve dans un état grave, les infirmiers et ambulanciers décident d'appeler du personnel médical d'urgence. Ils contactent le Centre hospitalier universitaire vaudois pour leur demander l'envoi d'une équipe mobile du SMUR et les avertir qu'un détenu arrivera plus tard dans la nuit aux urgences (l'arrivée d'un détenu est soumise à des procédures de sécurité spécifique).
Les minutes suivantes voient les infirmiers et ambulanciers demander à plusieurs reprises l'ouverture de la grille et insister sur l'état très inquiétant de Skander Vogt,. En face, le personnel pénitentiaire repousse systématiquement ces demandes, respectant la procédure d'ouverture des cellules des détenus dangereux par le DARD.
A 02h09, le sous-chef responsable contacte de nouveau la police pour leur demander qu'une patrouille de police standard soit déployée à la place du DARD si ce dernier ne peut arriver rapidement,. Toutefois, la police ne peut accéder à cette demande, aucune patrouille n'étant disponible à ce moment.
Le SMUR arrive sur les lieux à 02h20,. La doctoresse et son équipe constatent que l'état de Skander Vogt empire : sa fréquence respiratoire diminue et le jeune homme est pris de râles. Devant l'urgence, la médecin demande l'ouverture de la grille afin de porter secours au détenu, ce qui est une nouvelle fois refusé par le sous-chef responsable.
A 02h30, l'équipe du SMUR remarque que Skander Vogt a cessé de respirer,. Face à la détérioration de la situation, la centrale du pénitencier de Bochuz recontacte une nouvelle fois la police à 02h32. Les surveillants indiquent aux policiers l'état critique du détenu et les pressent d'envoyer immédiatement le DARD pour pouvoir ouvrir la cellule. Se voyant répondre que l'unité spéciale ne peut arriver rapidement, les surveillants contactent alors le directeur de piquet et lui expliquent que le pronostic vital du jeune homme est engagé et que le SMUR demande l'ouverture immédiate de la grille pour tenter de le réanimer. Le directeur de piquet donne alors l'ordre d'ouvrir la grille et de permettre le travail du personnel médical.
La seconde grille est ouverte à 02h35,,. L'équipe médicale découvre l'état critique dans lequel se trouve le jeune homme — arrêt cardiaque et respiratoire, pupilles dilatées — et tente une réanimation après que Skander Vogt ait été sorti de sa cellule (02h43). Son décès est finalement constaté par l'équipe médicale à 03h le 11 mars 2010.

## Parcours de Skander Vogt

### Vie personnelle
L'enfance et l'adolescence de Skander Vogt sont difficiles. Il voit sa mère mourir dans sa jeunesse et a également été victime de violences et d'abus sexuels intra-familiaux.
Né en 1980 à Tunis, Skander Vogt - de prénom officiel Alexandre - est le cadet d'une famille helvetico-tunisienne. Sa mère meurt lorsqu'il a six ans et, délaissé par son père, il est recueilli avec sa sœur par sa grand-mère. Toutefois, cette dernière décède également quelques mois plus tard. Les deux enfants sont alors pris en charge par leur tante maternelle jusqu'à leur arrivée en Suisse en 1995.
Durant cette période tunisienne, Skander Vogt subit des violences et des abus sexuels de la part d'un membre de sa famille.
En Suisse, les deux enfants sont placés dans une famille d'accueil et diverses institutions par le Service vaudois de protection de la jeunesse. Toutefois, à la suite d'une condamnation et malgré sa nationalité suisse, Skander Vogt est renvoyé en Tunisie durant quelques mois au cours de l'année 1996. Il ne revient définitivement dans le canton de Vaud qu'à la fin de cette année.
En 1997, il est placé dans une institution pénitentiaire et suit un traitement médical ordonné par le Tribunal pour mineurs. A sa majorité en 1998, Skander Vogt est libérée et suivi par le service pénitentiaire vaudois sous le régime du patronage.
Durant l'été 1998, il est incarcéré en détention préventive et ne ressortira plus jamais du système carcéral.

### Parcours judiciaire et carcéral jusqu'à l'internement
A 16 ans, Skander Vogt est condamné une première fois à une peine légère de 10 jours d'emprisonnement par le Tribunal des mineurs de Lausanne pour cambriolage et consommation de stupéfiants (cannabis),. Cette peine est toutefois assortie d'un sursis, ce qui lui permet de rester libre. Néanmoins, un an plus tard en juin 1997, il est de nouveau condamné pour des faits similaires. Le sursis est alors révoqué et le Tribunal des mineurs de Lausanne qui ordonne également un suivi médical adapté, constatant après une expertise psychiatrique les carences affectives et les difficultés à gérer la frustration de l'adolescent.
La vie carcérale de Skander Vogt démarre donc à 17 ans, dans des structures pour mineurs. L'année suivante, à sa majorité, il est libéré, mais reste suivi par le service pénitentiaire vaudois sous le régime du patronage. Cette disposition permet aux autorités de proposer un suivi social ou médical et un accompagnement à d'anciens détenus afin de favoriser leur réinsertion.
Au cours de l'été 1998, Skander Vogt est de nouveau incarcéré, sous le régime de la détention préventive. Un an plus tard, il est condamné à 15 mois d'emprisonnement pour lésions corporelles simples, vol et dommages à la propriété. La Cour lui accorde une diminution moyenne de la responsabilité pénale sur la base d'une nouvelle expertise psychiatrique, disposition concluant à sa non-dangerosité et lui permettant de sortir de prison et recommandant un suivi éducatif et une formation.
Libéré durant l'année 2001, 11 mois de détention ayant été réalisé sous le régime préventif, il est placé dans un hôpital psychiatrique à la fin de l'année après avoir frappé les passagers d'un bus. Après une légère agression physique et des menaces proférées avec un couteau contre un médecin, il est de nouveau incarcéré en détention préventive jusqu'à son procès en 2001.
Le comportement de Skander Vogt durant cette période est marqué par des accès de violence : menaces, coups, il incendie par deux fois ses affaires. Un nouvel examen réalisé en 2000 confirme les difficultés socio-psychologique du jeune homme et recommande de placer le jeune suisse sous le régime de l'internement. Cet examen sera la dernière évaluation psychiatrique de Skander Vogt.
Skander Vogt est de nouveau condamné à une peine de 20 mois d'emprisonnement en janvier 2001. Toutefois, en raison du passé et des troubles socio-psychologiques du détenu mis en évidence par l'expertise menée en 2000, le Tribunal suspend la peine et lui substitue un internement pour une durée indéterminée.

### Période d'incarcération sous le régime de l'internement
Considéré comme dangereux, Skander Vogt est soumis à des conditions de détention très strictes au pénitencier de Bochuz. A ce titre, il doit notamment être attaché au moment de sortir de sa cellule et se trouve inscrit sur le fichier du DARD (le groupe d'intervention de la gendarmerie vaudoise),. Autrement dit, seule cette unité est habilitée à l'extraire de sa cellule en cas d'évènements.
Au cours du mois de mai 2005, Skander Vogt incendie deux fois le matelas de sa cellule pour protester contre la prolongation de sa détention due au régime d'internement pour une durée indéterminée. Il est condamné à 4 mois de détention supplémentaires pour ces faits, peine de nouveau suspendue au profit de l'internement.
En 2007, le Tribunal correctionnel impose la poursuite de l'internement. La juridiction estime que le comportement du détenu ne s'est pas amélioré de manière suffisamment probante, bien qu'aucune nouvelle expertise psychiatrique n'ait eu lieu.
En 2008, le jeune homme monte sur le toit du pénitencier de Bochuz afin de protester contre la durée et les conditions de son incarcération. Après avoir échappé à la surveillance des gardiens, il monte sur le toit de l'établissement et menace de se suicider en se jetant dans le vide. Il demande à pouvoir s'exprimer devant les médias - ce qui est refusé. Après une trentaine d'heures et l'intervention de la police, Skander Vogt finit par être maîtrisé. L'enquête met alors en évidence les difficultés d'accès au soin, notamment dentaire, rencontrées par le jeune homme. Ce dernier souffrait effectivement d'une rage de dent et, bien qu'il ait donné les sommes nécessaires pour les soins adaptés, ceux-ci n'étaient pas réalisés.
Finalement, il meurt lors de l'incendie de sa cellule la nuit du 10 au 11 mars 2010.
Durant son internement, Skander Vogt a demandé à plusieurs reprises et par voie officielle la réalisation de nouvelles expertises ou une libération,. A raison d'environ une demande par année, celles-ci ont toutes été rejetées par les autorités compétentes. Bien que ses peines de prison cumulées soient d'une durée de 35 mois, Skander Vogt a vécu près de 120 mois d'incarcération du fait du régime de l'internement, cela sans qu'aucune nouvelle expertise psychiatrique n'ait lieu.

## Réactions et impact dans l'opinion publique

### Premières réactions
Rapidement après le décès, Philippe Leuba, le ministre vaudois de l'intérieur chargé du domaine pénitentiaire contacte la famille du défunt pour les prévenir du décès de Skander Vogt à la suite d'une tentative de suicide.
Du côté des autorités, Philippe Leuba affirme que l'intervention des différents personnels la nuit du décès s'est déroulée dans le respect des règles établies. Une enquête administrative est diligentée, comme il est d'usage dans ces circonstances. Enfin, à la suite de la plainte de la famille pour homicide par négligence, une information pénale est également ouverte auprès du Ministère public vaudois.
L'autopsie réalisée révèle que Skander Vogt est décédé par asphyxie. Plus précisément, ce sont des émanations toxiques de cyanure issues de la combustion du matelas qui ont été fatales au jeune homme. Ce sont donc les fumées toxiques qui ont causé la mort du jeune homme et non l'incendie en lui-même.

### D'un fait divers local à une affaire relayée internationalement
Les jours suivants l'incendie, le décès de Skander Vogt ainsi que les premières réactions des autorités sont relayées dans la presse régionale.
L'information connaît un rebondissement le 16 mars lorsque le journal vaudois Le Matin publie des extraits des conversations téléphoniques entre les gardiens du pénitencier de Bochuz et la police,. Le public y découvre la passivité et une forme d'indifférence des personnels face au drame en cours et, surtout, on entend à intervalles réguliers des rires et des propos insultants concernant le détenu en train de suffoquer. L'affaire prend alors une certaine ampleur au niveau cantonal. Les jours suivants, la gauche parlementaire vaudoise demande l'ouverture d'une enquête indépendante. Concernant le versant judiciaire, le juge cantonal François Jomini, chargé de l'instruction pénale, renonce à mener l'instruction à la suite d'accusations de partialité.
A la fin du mois d'avril, la presse étrangère francophone (notamment RTL, Le Monde, Le Figaro et Le Journal du Dimanche) relaie l'information et publie le contenu des enregistrements téléphoniques,. Les médias suisses alémaniques leur emboitent le pas. Le suicide de Skander Vogt devient dès lors une affaire majeure, démontrant les dysfonctionnements du système pénitentiaire vaudois et du pénitencier de Bochuz. De manière plus globale, ce drame met en lumière pour l'étranger les difficultés du système pénitentiaire suisse.
La fuite des enregistrements dans la presse et l'impact que ces dernières ont eu pousse le juge d'instruction cantonal à ouvrir une enquête. A la périphérie de l'affaire Skander Vogt, un deuxième front juridique s'engage, opposant les autorités et les principes du devoir de réserve et du secret de l'instruction aux médias et au principe du droit à l'information.

### Critiques médiatiques
Les médias s'étonnent alors de la tournure générale des évènements. Les médias mettent en cause les autorités sur 3 points : le régime de l'internement, le déroulement des évènements la nuit du décès et l'attitude des gardiens face au drame.

#### Régime de l'internement
Certains médias, notamment étranger, s'interrogent sur le régime de l'internement,. En effet, cette disposition du Code pénal suisse qui permet de maintenir une personne incarcérée après la fin de sa peine, n'existe pas dans d'autres pays. Aussi, ce régime est perçu comme liberticide et permettant tous les excès d'un emprisonnement arbitraire à perpétuité mais également comme générateur de comportements toujours plus violents et extrêmes de la part des détenus.
Le régime de l'internement, et notamment sa version la plus dure - à savoir l'internement à vie -, est l'objet de nombreuses critiques de la part des juristes,. Ces derniers pointent le caractère atypique de cette mesure en regard du droit : tandis que les peines punissent un acte effectivement commis, les mesures d'internement sanctionnent une dangerosité potentielle. De plus, la mesure d'internement à vie s'avère contraire à certaines conventions sur les droits de l'homme.

#### Déroulement des évènements et condition d'intervention
Les médias critiquent également la lenteur de l'intervention pour secourir le jeune homme,. Le refus des gardiens d'ouvrir la cellule et le délai qui sera nécessaire pour que le personnel soignant puisse prendre en charge Skander Vogt sont ainsi dénoncés. Le journal Le Monde évoque ainsi l'indifférence dans laquelle est mort le jeune homme.
Les autorités vaudoises sont également pointées du doigt en regard de leur gestion du domaine pénitentiaire. Les conditions de détention et d'intervention s'appliquant aux détenus dangereux sont ainsi remises en cause.

#### Attitude des gardiens
Finalement, c'est surtout le comportement des gardiens et de la police lors de cette nuit qui choque l'opinion publique, médiatique et les milieux juridiques (avocats),,. Les rires et les propos insultants reviennent systématiquement dans les articles et sont souvent même constitutifs des titres.

## Enquête et procès

### Enquête
Initialement confiée au juge cantonal François Jomini, l'enquête pénale pour homicide par négligence est finalement attribuée au juge fédéral valaisan Claude Rouiller après des accusations de partialité, celui-ci dirigeant la fondation vaudoise de probation.
Pour son enquête, le juge Claude Rouiller décide de ne pas limiter ses investigations au déroulement des évènements les 10 et 11 mars 2010. Il souhaite en effet inscrire ses réflexions dans une approche plus globale de l'affaire, s'interrogeant aussi sur le parcours judiciaire et carcéral de la victime et ses conséquences. Rappelant que le jeune homme n'avait pas été condamné initialement pour des faits particulièrement graves, il s'interroge sur le système qui a pu mener au régime d'internement 
Dans son rapport remis en juin 2010, les conclusions du juge Rouiller sont dures à l'encontre des systèmes pénitentiaire et judiciaire vaudois. Il décrit la mécanique dans laquelle s'est trouvé bloqué Skander Vogt, ses protestations violentes contre l'internement entraînant systématiquement un durcissement de ses conditions de détention et la prolongation de ce régime de détention. Selon sa compréhension de la vie du jeune homme, c'est le long emprisonnement sous le régime de l'internement qui a fait de Skander Vogt un individu ingérable pour les autorités vaudoises.

« [...] par l’effet de sa détention carcérale, une personne dont l’Etat ne savait plus que faire. »

— Juge fédéral Claude Rouiller
Dans une interview en 2018, le juge Rouiller expliquait l'importance qu'il accordait à cette affaire. Il y développe une vision dynamique et humaine du droit où la règle doit être interprétée selon la réalité des évènements et leurs circonstances, et où les décisions et actions doivent avoir pour finalité la préservation des êtres humains, notamment ceux en situation de faiblesse.

« Cette affaire m’a beaucoup affecté car je ne pouvais plus sauver ce jeune homme mort, parce que ceux qui avaient mission de le protéger ne voyaient pas plus loin que le bout du nez de directives inappropriées. Ils ignoraient bien sûr que la règle de droit n’est pas un fétiche et que, quand elle se heurte à la réalité, il faut l’interpréter dans le respect des principes démocratiques. Sinon, elle peut tuer les hommes ! »

— Claude Rouiller,  interview au magazine l'Illustré en 2018

### Plainte et premiers jugements
La sœur de Skander Vogt dépose une plainte devant le Ministère public vaudois pour homicide par négligence, mise en danger de la vie d'autrui et omission de prêter secours en mai 2010.
Le juge vaudois chargé de l'affaire prononce un non-lieu, décision confirmée en avril 2011 par le Tribunal d'accusation du canton de Vaud.
Après un recours devant le Tribunal fédéral, cette dernière juridiction annule en mars 2012 l'intégralité des décisions rendues et demande la tenue d'un procès. Les juges estiment qu'il n'est pas possible d'écarter tout soupçon d'accusation et que le doute ne peut profiter aux accusés à ce stade des investigations. Dans son verdict, le Tribunal fédéral justifie sa décision en expliquant notamment que les décisions précédentes s'appuyaient sur la version des faits la plus favorable aux accusés.

### Procès
Le procès débute le 4 novembre 2013 devant le Tribunal de la Broye et du nord vaudois, délocalisé sur la commune de Renens.
Les débats suivent trois axes : des audiences consacrées au déroulement des évènements, au contexte pénitentiaire entourant l'intervention et enfin aux différents protagonistes de l'instruction. Les audiences étant publiques, une première vidéo d'images de vidéosurveillance du pénitencier de Bochuz la nuit du 10 au 11 mars 2010 et une seconde montrant la reconstitution des évènements seront présentées uniquement aux juges et parties lors des débats.
Accusés d'homicide par négligence, l'enjeu du procès pour les mis en examen est de savoir s'ils subiront des sanctions pénales ou simplement administratives à la suite de cette affaire.

#### Acte d'accusation
Neuf prévenus sont accusés d'homicide par négligence et d'omission de porter secours : la cadre pénitentiaire de piquet cette nuit là, le surveillant sous chef qui a dirigé l'opération pénitentiaire, les deux gardiens présents sur les lieux de l'opération, le surveillant à la centrale du pénitencier, un infirmier pénitentiaire, deux ambulanciers et la doctoresse responsable de l'équipe mobile du SMUR.

#### Débats
Les deux premières audiences sont marquées par la tension entre la présidente du Tribunal et les gardiens accusés,. Les surveillants contestent les fautes qui leur sont reprochées et, interrogés sur la chronologie des évènements, ils restent vagues dans leurs propos et se contredisent parfois. Par ailleurs, certaines de leurs déclarations divergent d'éléments versés au dossier. La magistrate les interpelle sur ces incohérences et leur enjoint de sortir de leur déni. Ceux-ci se défendent, expliquant que la situation vécue ce soir là était particulièrement stressante et qu'il leur est compliqué de gérer ces souvenirs et émotions.
Une partie de l'audience du 7 novembre est consacrée à la cause du décès de Skander Vogt. Après avoir rappelé que la victime était décédée par asphyxie à la suite de l'inhalation d'une grande quantité de monoxyde de carbone et de cyanure, l'expert médico-légal mandaté par le Tribunal indique qu'il n'est pas possible de déterminer l'instant précis à partir duquel il n'était plus possible de sauver la victime,. Il explique que ce type d'empoisonnement par des fumées d'incendie peut rapidement causer des lésions cellulaires et cérébrales irréversibles. Ainsi, il s'avère impossible de déterminer si un comportement différent des gardiens ou du personnel médical aurait permis de préserver la vie de Skander Vogt.
Le 21 novembre, la partie civile produit une étude d'un spécialiste français sur les intoxications à la suite de l'inhalation de fumées d'incendie. Cette étude, qui prend en compte aussi bien l'impact du monoxyde de carbone que du cyanure sur la physiologie humaine, indique que moins de 10% des patients transférés à l'hôpital après ces inhalations décèdent. Tandis que la partie civile, soutenue par le procureur, demande que la pièce soit versée au dossier, la défense refuse et estime que l'expert médical doit pouvoir auditer le document. Le Tribunal décide finalement de verser la pièce au dossier sans examens supplémentaires, se réservant la libre appréciation de son contenu.
Plusieurs surveillants du pénitencier témoignent lors de l'audience du 12 novembre. Ils décrivent le fonctionnement rigide du pénitencier à l'époque. L'importance accordée au respect de la hiérarchie et des consignes était maximale, les initiatives proscrites. Les surveillants devaient se conformer strictement à cette discipline sous peine de voir leur carrière fortement affectée voire d'être licenciés. Devant une certaine incompréhension de la présidente du Tribunal, un cadre pénitentiaire convient qu'en regard du fonctionnement de l'époque, il paraissait plus logique aux gardiens d'appeler les secours et d'attendre plutôt que de chercher à porter assistance au détenu.
L'audience du 19 novembre renforce cette description de l'organisation du pénitencier vaudois. Les auditions mettent en évidence le phénomène de dilution de responsabilité engendré par le respect très strict des règles d'intervention et la rigidité du fonctionnement de l'époque.

« [...] nous avons tous pensé à entrer dans la cellule. Mais le sous-chef avait peur d'enfreindre la règle. »

— Déclaration d'un gardien lors de l'audience du 19 novembre 2013
L'audience du 7 novembre s'intéresse aux aspects médicaux la nuit du drame. Les différents personnels médicaux sont entendus. Ils se disent choqués d'être accusés d'homicide par négligence. Tandis qu'ils se voient reprochés de n'avoir pas suffisamment insisté pour faire ouvrir la grille, ils rappellent que leur autorité se restreignait au domaine strictement médical. Ils ne disposaient donc pas des compétences pour forcer l'ouverture de la cellule.
La doctoresse du SMUR est de nouveau interrogée par le Tribunal le 18 novembre. Elle confirme qu'elle a régulièrement insisté auprès des gardiens pour faire ouvrir la grille mais qu'elle n'est pas parvenue à se faire entendre, malgré son statut de médecin. Son médecin-chef vient témoigner en sa faveur. Il explique que les conditions d'engagement du SMUR doivent respecter l'autorité des responsables de la sécurité sur les lieux. Il donne l'exemple des interventions où ce sont les pompiers ou les policiers qui autorisent les équipes médicales à aller porter secours aux blessés une fois les zones sécurisées par leurs soins.
Plusieurs médecins, travailleurs sociaux et surveillants pénitentiaires qui ont suivi Skander Vogt durant sa vie témoignent les 11 et 14 novembre,. Ils décrivent un jeune homme attachant mais fortement perturbé, imprévisible et avec des tendances manipulatrices. Les gardiens insistent sur la dangerosité et l'impulsivité dont pouvait faire preuve Skander Vogt, rendant tout travail et intervention le concernant délicat et difficile. Une assistante sociale indique qu'il vivait son internement comme une profonde injustice.
Dans sa déposition devant le tribunal le 19 novembre, la sœur de Skander Vogt décrit la pente négative qui entraînait son frère,. Elle revient notamment sur l'incompréhension du jeune homme face au prolongement de son incarcération et aux refus systématiques d'une nouvelle expertise. Elle explique également la dureté des conditions de détention de son frère au pénitencier de Bochuz et la peur de celui-ci d'y retourner après un passage au pénitencier de Pöschwies.
L'audition de la sœur de Skander Vogt permet à la défense de sortir des considérations techniques sur la dangerosité des détenus et de redonner un caractère humain à la victime. Ainsi, elle explique l'enfance et l'adolescence difficiles qu'ils ont vécue et, si elle ne minore pas la violence et les troubles psychologiques de son frère, elle rappelle que sa violence s'était accrue durant sa longue incarcération en internement.
Lors de son audition le 20 novembre, le sous-chef responsable la nuit des évènements reconnaît qu'il a commis des erreurs et présente ses excuses. Il explique son incapacité à réagir de manière adaptée cette nuit là, rappelant qu'il était encore jeune (36 ans) malgré son grade. Comme durant l'enquête, il peine à fournir des explications précises et cohérentes des faits et se contredit sur certains points. Il laisse aux juges une impression brouillonne.

#### Réquisitoire du procureur
Dans son réquisitoire, le procureur fustige le manque de discernement du personnel pénitentiaire pendant le drame. Il pointe la mauvaise organisation et la communication déficiente au sein du pénitencier, responsable de la déresponsabilisation et de l'absence d'initiatives prises par le personnel.
Constatant la difficulté d'établir un lien causal indéniable entre le comportement des personnels pénitentiaire et médical et le décès de Skander Vogt, il décide ne pas requérir l'homicide par négligence,. Il fonde son réquisitoire sur les motifs d'exposition et de mise en danger de la vie d'autrui ainsi que sur l'omission de porter de secours.
Le procureur conclut son exposé en requérant une condamnation à des jours-amende contre les deux gardiens et le sous-chef présents lors du drame et la relaxe des autres accusés (notamment les membres du personnel médical).

#### Plaidoiries

##### Plaidoirie de la partie civile
Lors de leur plaidoirie, les avocats de la partie civile ont plaidé pour une condamnation pour homicide par négligence, selon les souhaits initiaux de la famille.

##### Plaidoiries de la défense
Les avocats de la défense plaident tous l’acquittement de leurs clients.
Les plaidoiries des avocats du personnel pénitentiaire s'enchaînent avec comme lignes directrices la démonstration de la difficulté du travail en milieu carcéral avec des détenus violents, l'absence de fautes commises par les surveillants puisqu'ils ont respecté strictement leurs directives professionnelles et enfin la déconstruction de l'accusation d'homicide par négligence afin de faire valoir le respect de la présomption d'innocence.
Ainsi, l'avocate du gardien sous-chef pose des éléments de contexte. Elle explique notamment qu'un pénitencier est un endroit particulièrement empreint de violence, spécialement dans les quartiers de sécurité élevée, et insiste sur les conditions de travail difficiles des surveillants pénitentiaires, ceux-ci manquant de moyens et de formation pour gérer les cas difficiles comme Skander Vogt. Elle rappelle également que la victime était considéré comme un détenu dangereux et présentait un lourd passé de troubles à l'ordre de l'établissement et d'altercations avec le personnel.
De son côté, l'avocat du troisième gardien insiste sur l'absence de fautes commises par les surveillants en regard des procédures de sécurité en vigueur au pénitencier de Bochuz. Il rappelle également que les gardiens ont eu aussi mis leur santé en danger cette nuit là en combattant l'incendie et en restant sur place malgré les fumées dans le couloir.
Enfin, l'avocat du troisième gardien développe dans son argumentaire sur l'impossibilité de déterminer le moment où le décès de Skander Vogt devient inéluctable. Il défend que cet élément a notamment pour conséquence d'écarter la responsabilité pénale des gardiens dans le décès de celui-ci, personne ne pouvant affirmer que la victime ne présentait pas de lésions irréversibles rapidement après le début de l'incendie. Ainsi, la présomption d'innocence de leurs clients doit prévaloir.
Dans sa plaidoirie, l'avocat d'un membre du personnel met en doute l'intégrité du procureur instruisant l'affaire. S'appuyant sur une décision du Tribunal fédéral mettant hors de cause son client, il constate la présence de celui-ci sur le banc des accusés et s'interroge sur les raisons qui ont poussé le procureur a maintenir son accusation. Il suggère que celui aurait agit ainsi par facilité, cédant devant une pression médiatique et politique. Le lendemain, le procureur défend son instruction, sa personne ainsi que sa fonction. Il dénonce l'effet rhétorique recherché par cette plaidoirie.

#### Verdict
Le Tribunal rend son verdict le 9 janvier 2014. Il prononce l'acquittement de huit des neuf accusés et la condamnation à 60 jours amendes avec sursis du gardien sous-chef.
Suivant le réquisitoire du procureur et la plaidoirie de la défense, les juges ne retiennent pas le qualificatif d'homicide par négligence, le lien de causalité entre la mort de Skander Vogt et le comportement des gardiens étant jugé trop faible. Les magistrats estiment ainsi que Skander Vogt est le premier responsable du drame puisqu'il a incendié son matelas.
Le gardien sous-chef se voit reprocher son attitude passive et inhibant toutes initiatives devant la situation critique de la victime ainsi que son respect pointilleux et sans nuances des règles en vigueur dans l'établissement. Toutefois, les juges notent la situation particulièrement stressante dans laquelle le fonctionnaire se trouvait cette nuit là. Les magistrats reconnaissent aussi le manque de moyens des gardiens pour mieux encadrer le détenu. Ne souhaitant pas accabler davantage l'homme qui a perdu son emploi au sein du pénitencier et suit une thérapie depuis le drame, les juges ne le condamne à verser qu'une faible part des frais de justice, la majorité revenant à la charge de l'état vaudois.
Dans ses conclusions, la Cour a souligné les graves défaillances de l'État de Vaud. Outre le régime carcéral trop dur que subissait Skander Vogt, les juges s'étonnent des lacunes dans la formation des gardiens pour faire face à ce type de situation et de la qualité des matelas dont la composition s'avère mortelle lors d'un incendie.

### Couverture médiatique du procès
La couverture de presse du procès par les médias romands témoigne de l'intérêt du public pour ce scandale.

## Conséquences

### Remaniement du service pénitentiaire vaudois
En accord avec le rapport du juge Rouiller, les autorités vaudoises mènent un important travail de réorganisation à la suite du décès de Skander Vogt,. La responsable du service est mise à pied et les directives d'intervention sont revues. Ainsi, les surveillants reçoivent des formations et du matériel adaptés pour des interventions délicates. Un groupe interne pour les interventions d'urgence est également créé, afin de pallier une indisponibilité du DARD.

### Réorganisation des conditions de détention au pénitencier de Bochuz
Outre les pratiques pénitentiaires, une mise à niveau des infrastructures du pénitencier de Bochuz est menée. Une bibliothèque et une salle de sport sont créées, afin d'améliorer les conditions de détention des personnes incarcérées.
En 2012, un rapport de la Commission nationale de prévention de la torture émet un rapport sur les conditions d'isolement strict au pénitencier de Bochuz. Si les observateurs saluent les avancées entreprises à la suite du décès de Skander Vogt, ils rappellent toutefois que la situation reste préoccupante. Ils insistent notamment sur le fait que si l'aménagement des cellules d'isolement s'est amélioré, elles ne sont pas de nature à permettre une vie carcérale décente sur le long terme.

### Sensibilisation sur les problématiques des conditions de détention, de l'internement et du suicide en milieu carcéral
Dans la foulée des révélations sur le décès de Skander Vogt, les médias romands s'emparent des différentes problématiques soulevées par l'affaire. Dans ce contexte, des associations, comme Info Prisons, voient le jour à la suite de différentes publications.
Depuis cette affaire, les médias romands scrutent les affaires de suicide ou d'incendie dans les établissements pénitentiaires locaux (prison de Champ-Dollon à Genève de nouveau au pénitencier de Bochuz), s'inquiétant régulièrement que de nouveaux drames puissent survenir à la suite de négligences et de manquements comparables à ceux ayant mené au décès du Skander Vogt,.

## Procès des fuites médiatiques des enregistrements téléphoniques
Après la fuite dans la presse suisse et étrangère des enregistrements téléphoniques entre les gardiens et la police la nuit du drame, les autorités judiciaires vaudoises décident d'ouvrir une instruction pénale concernant ces fuites. Pour le juge d'instruction cantonal chargé de cette instruction, Jean Treccani, cette enquête est une question de principe. Il entend ainsi préserver le principe juridique du secret des instructions.
Le journaliste du quotidien Le Matin qui avait publié les extraits des enregistrements est mis en accusation. Il lui est reproché d'avoir violé le secret de l'instruction en publiant ces extraits. Dans un premier temps, le juge d'instruction cantonal déclare le journaliste coupable des faits reprochés mais décide de ne pas requérir de peine à son encontre. Toutefois, le journaliste refuse cette condamnation et dépose un recours devant le Tribunal cantonal vaudois qui prononce son acquittement. Cette décision est ensuite présentée devant le Tribunal fédéral qui casse l'ensemble des décisions rendues et renvoi la question à une juridiction de première instance.
Le procès final a lieu en avril 2013 devant le Tribunal de police de Lausanne,. Les juges y prononcent l’acquittement du journaliste. Suivant l'argumentaire de la défense, ils rejettent l'applicabilité du secret de l'instruction - le respect de ce devoir ne s'applique pas à un journaliste - et défendent la divulgation des enregistrements téléphoniques - selon leurs conclusions, une action nécessaire et justifiée en regard de l'intérêt public du contenu.
La défense se montre satisfaite du verdict. La partie estime que ce jugement est une victoire pour la presse et souhaite qu'il fasse jurisprudence.
Acceptant l'échec de son instruction, le juge d'instruction cantonal décide de ne pas déposer un recours contre ce jugement devant le Tribunal fédéral.

## Divers
La TSR a consacré un numéro du magazine « Zone d'ombre » ainsi que d'autres émissions à cette affaire,.